# Casa Planella
Casa Planella és una obra barroca de Castellterçol (Moianès) inclosa a l'Inventari del Patrimoni Arquitectònic de Catalunya.

## Descripció
Edifici urbà aïllat, amb tres façanes a pati. És de planta rectangular, compost per planta baixa i dos pisos. De la coberta, a dues vessants, en surt una torre mirador de planta quadrada i coberta a quatre vessants. La façana té el portal d'arc de mig punt adovellat, les finestres són allindades i està coronada per un ràfec.

## Història
De la casa Gallés són originaris el jesuïta Sebastià Gallés i Pujal (1812-1902) i el seu nebot Josep Gallés i Malats (1882-1920), ambdós notables pintors, especialment de temàtica religiosa. El segon reuní a la seva casa de Castellterçol una notable col·lecció de peces arqueològiques i artístiques.